# شمعية قمرية
شمعية قمرية وتعرف باسم صبار ضوء القمر (الاسم العلمي: Selenicereus)، هو جنس من النباتات الهوائية والنباتات الصخرية والصباريات الأرضية، يوجد في المكسيك وأمريكا الوسطى ومنطقة البحر الكاريبي وشمال أمريكا الجنوبية. وهي من الصباريات ليلة التفتح، ولكن هذا المصطلح يستخدم أيضًا للعديد من الصباريات الليلية التزهير، بما في ذلك الصبار الورقي والشمعية الذيلية. في عام 2017، جعل جنس شمعية خشبية مرادفًا لشمعية قمرية. ينتج عددًا من أنواع الشمعية القمرية ثمار صالحة للأكل. يمكن جمع الفاكهة، المعروفة باسم بتايا أو بتاياهايا باللغة الإسبانية أو باسم فاكهة التنين، يمكن حصدها من البرية أو زراعتها.